# Chiese di Casarano
Le chiese di Casarano, edifici di culto religioso (chiese e santuari) pressoché esclusivamente della religione cattolica, sono numerose entro i confini del comune di Casarano, essendovene quindi sia nel centro storico cittadino e sia nei quartieri periferici, dove negli ultimi anni sono sorti dei nuovi edifici, grazie al processo di espansione territoriale.

## Chiese
| Immagine | Nome                                                        | Religione           | Fondazione   | Ricostruzione dell'edificio (inizio dei lavori) | Ultimi rifacimenti di rilievo | Stile architettonico prevalente | Ubicazione                       | Note                                                                                                 |
| -------- | ----------------------------------------------------------- | ------------------- | ------------ | ----------------------------------------------- | ----------------------------- | ------------------------------- | -------------------------------- | --- |
|          | Chiesa di Maria SS. Annunziata                              | Cristiana cattolica | XVI secolo   | 1699                                            | 1712                          | Barocco leccese                 | Piazza San Giovanni Elemosiniere | Chiesa madre, Sede della confraternita di san Giovanni Elemosiniere                                  |
|          | Chiesa di Santa Maria della Croce                           | Cristiana cattolica | 450          | /                                               | /                             | paleocristiano                  | Via Casaranello                  | |
|          | Chiesa San Domenico                                         | Cristiana cattolica | 1619         | /                                               | 1738                          | Barocco                         | Piazza San Domenico              | Sede della confraternita di san Giuseppe                                                             |
|          | Chiesa dell'Immacolata                                      | Cristiana cattolica | 1743         | /                                               | /                             | Barocco                         | Via Roma                         | Sede della confraternita dell'Immacolata                                                             |
|          | Chiesa e convento di santa Maria degli Angeli               | Cristiana cattolica | 1582         | /                                               | /                             | Tardo barocco                   | Via Padre Bonaventura de Monte   | Sede dell'Ordine Francescano Secolare                                                                |
|          | Santuario della Madonna della Campana                       | Cristiana cattolica | 1308         | /                                               | 1679                          |                                 | Via Madonna della Campana        | / |
|          | Cripta del Crocifisso                                       | Cristiana cattolica | XI secolo    | /                                               | /                             | Bizantino                       | Feudo di Ruffano                 | Nonostante ricada su territorio non casaranese, è stata sempre ritenuta luogo integrante della città |
|          | Chiesa di Santa Lucia                                       | Cristiana cattolica | XVIII secolo | /                                               | /                             |                                 | Via Pendino                      | Sede della confraternita di santa Lucia                                                              |
|          | Chiesa della Pietà                                          | Cristiana cattolica | XVII secolo  | /                                               | /                             |                                 | Corso Giuseppe Mazzini           | Chiusa al culto                                                                                      |
|          | Chiesa dei Santi Pietro e Paolo                             | Cristiana cattolica | XIII secolo  | /                                               | /                             |                                 | Piazza san Pietro                | Chiusa al culto                                                                                      |
|          | Chiesa di san Lorenzo                                       | Cristiana cattolica | XVIII secolo | /                                               | /                             |                                 | Piazza martiri ungheresi         | Chiusa al culto                                                                                      |
|          | Chiesa di san Giuseppe                                      | Cristiana cattolica | XIX secolo   | /                                               | /                             |                                 | Via san Giuseppe                 | Chiusa al culto                                                                                      |
|          | Chiesa di sant'Elia                                         | Cristiana cattolica | 1000 ca.     | /                                               | /                             |                                 | Via Pendino                      | Chiusa al culto                                                                                      |
|          | Chiesa della Beata Vergine di Lourdes                       | Cristiana cattolica | 1958         |                                                 | 1979                          |                                 | Via Liguria                      | |
|          | Chiesa Sacro Cuore di Gesù                                  | Cristiana cattolica | 1961         |                                                 | 1975                          | Contemporanea                   | Via Matino                       | Chiesa parrocchiale                                                                                  |
|          | Chiesa del Cuore Immacolato di Maria                        | Cristiana cattolica | 1982         |                                                 | 1997                          | Contemporanea                   | Via Giuseppe Ungaretti           | Chiesa parrocchiale                                                                                  |
|          | Chiesa dei santi Giuseppe da Copertino e Pio da Pietrelcina | Cristiana cattolica | 2014         |                                                 | 2014                          | Contemporanea                   | Via Spagna                       | Chiesa parrocchiale                                                                                  |